# 拉妮達·德查希
拉妮達·德查希（羅馬化：Ranida Techasit，1996年11月10日—），原名為查雅蓬·莫里達（羅馬化：Chayaporn Moledda），小名Preem，為泰國女演員及模特。。代表作有《名門紳士之考古劫心》、《辛德瑞拉的詭計》與《隱香迷情》等。

## 生平
Preem於1996年11月10日出生於泰國。父親為義大利人，母親為泰國華裔，擁有中國與義大利的各半血統。在一歲時隨家人遷居義大利羅馬，直至11歲時正式搬回泰國入籍定居。
2018年，Preem畢業於有泰國最高學府美譽的朱拉隆功大學傳播藝術學院。

## 演藝生涯
Preem於12歲與家人參加潑水節祭典時被私家偵探相中，並說服其進入演藝圈。首部作品為歌手納帕特·因傑爾（Gun）2011年的MV《เหวี่ยงก็รัก》（被甩也要愛），Preem在MV中飾演女主角。隨後於2012年搭檔男星查克利·彥納姆（Krit）主演首部電視劇《親愛的丈母娘》。代表作有2013年與瓦凌通·帕哈甘（Great）主演的電視劇《名門紳士之考古劫心》、《丈夫2013》，以及2014年搭檔柯爾士艾達·潘恩溫（Smart）合演的《孤葉三嬌》等。

## 影視作品

### 電視劇
| 首播年份 | 戲名                   | 戲名                 | 播放平台    | 角色                            | 備註 |
| 首播年份 | 譯名                   | 原文名               | 播放平台    | 角色                            | 備註 |
| 2012年   | 《親愛的丈母娘2012》   |                      | Ch3Thailand | Matsee （Mat）                  | 主演 |
| 2013年   | 《名門紳士之考古劫心》 |                      | Ch3Thailand | Raweerumpai（Maprang）／Tawan   | 主演 |
| 2013年   | 《名門紳士之暮雪情鍾》 |                      | Ch3Thailand | Raweerumpai（Maprang）／Tawan   | 客串 |
| 2013年   | 《名門紳士之曼舞雲霄》 |                      | Ch3Thailand | Raweerumpai（Maprang）／Tawan   | 配角 |
| 2013年   | 《丈夫2013》           |                      | Ch3Thailand | Rasika Prakaikiet （Ai / Ying） | 主演 |
| 2014年   | 《孤葉三嬌2014》       |                      | Ch3Thailand | Intuon （In）                   | 主演 |
| 2015年   | 《邱比特之路》         |                      | Ch3Thailand | Pattaralada （Pat）             | 主演 |
| 2017年   | 《美食廚師2017》       |                      | Ch3Thailand | Thongtra                        | 主演 |
| 2017年   | 《星月交錯》           |                      | Ch3Thailand | Puenapa （Hope）                | 主演 |
| 2017年   | 《星月交錯》           | Pangaporn （Pang）   | Ch3Thailand |                                 | 主演 |
| 2018年   | 《魔幻時刻》           |                      | Ch3Thailand | Bunsita Simapaisal （Cin）      | 主演 |
| 2018年   | 《辛德瑞拉的詭計2018》 |                      | Ch3Thailand | Prima （Prim）                  | 主演 |
| 2019年   | 《娜迦之火》           |                      | Ch3Thailand | Roijun（Roy） （現代）          | 主演 |
| 2019年   | 《娜迦之火》           | Yodkhamthip （前世） | Ch3Thailand |                                 | 主演 |
| 2020年   | 《假髮魔女2020》       |                      | Ch3Thailand | Mintra                          | 主演 |
| 2022年   | 《隱香迷情》           |                      | Ch3Thailand | Sonklin （Son）                 | 主演 |
| 2023年   | 《男妓》               |                      | Ch3Thailand | Ployroong                       | 主演 |
| 2025年   | 《超越命運》           |                      | Ch3Thailand | Rosarin                         | 主演 |
| 待公布   | 《偷心俏冤家2025》     |                      | Ch3Thailand | Pin Anong                       | 主演 |

### 電影
| 年份   | 上映日期              | 片名         | 角色 |
| 2017年 | 2017年1月12日（泰國） | 《學校怪談》 | Pun  |

## 音樂錄影帶
| 年份   | 歌名           | 歌手                          | 備註               | 合作藝人               |
| 2016年 | Happy Birthday | 拉妮達·德查希 x 塔寧·門羅恩斯 | [ 2 ]              | 塔寧·門羅恩斯 （Bomb） |
| 2022年 | 你好           | DJ Yaprider                   | 《隱香迷情》原聲帶 |                        |
| 2022年 | 隱藏           | Zom Marie                     | 《隱香迷情》原聲帶 |                        |

## 獎項與提名
| 年份 | 頒獎典禮                                    | 獎項                                 | 入圍作品 | 結果 | 來源  |
| 2013 |                                             | 為佛教做出貢獻                       |          | 獲獎 |       |
| 2015 | Siam Entertainment Star's Light Awards 2015 | 新星獎                               |          | 獲獎 |       |
| 2017 | 全國戒酒日                                  | “預防和控制酒精消費突出行動”榮譽牌匾 |          | 獲獎 | [ 5 ] |
| 2018 | MThai Top Talk-about 2018                   | 最受關注女星                         |          | 獲獎 |       |
| 2022 | Mekhala Award                               | 傑出創意女演員                       |          | 獲獎 |       |

## 備註

## 外部連結
- 拉妮達·德查希於Channel 3的簡介 （页面存档备份，存于）（泰文）
- 拉妮達·德查希的Instagram帳戶（泰文）
- 拉妮達·德查希的X（前Twitter）（泰文）
- YouTube上的拉妮達·德查希頻道（泰文）